# Ständig representant
Ständig representant är den diplomat som förestår en ständig representation, en diplomatisk beskickning på regeringsnivå. Samväldesriken utväxlar ständiga sändebud, kallade High Commissioner, med varandra istället för ambassadörer eftersom de har en gemensam statschef. Västtyskland och Östtyskland utbytte från 1974 till 1990 ständiga sändebud med varandra. Inom Europeiska unionen företräds varje medlemsstat i sina diplomatiska förbindelser med unionen av en ständig representant i Bryssel, Belgien. Dessa ständiga representanter ingår i Ständiga representanternas kommitté.